# Zeytinbeli, Yumurtalık
Zeytinbeli là một thị trấn thuộc huyện Yumurtalık, tỉnh Adana, Thổ Nhĩ Kỳ. Dân số thời điểm năm 2009 là 1.802 người.